# Protéine Z

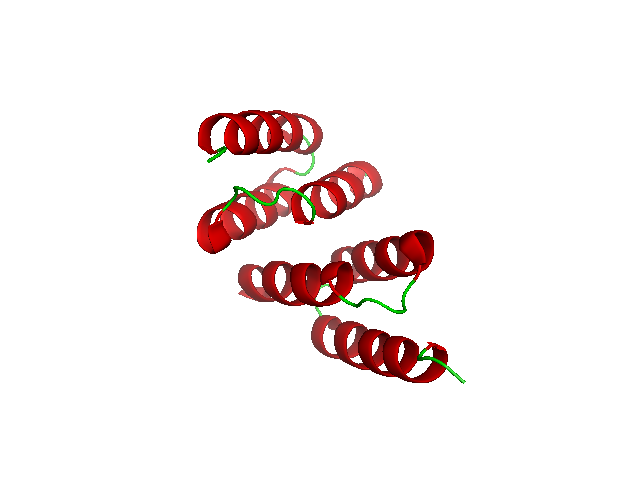
modèle de la protéine Z

La protéine Z (PZ) est une glycoprotéine intervenant dans la régulation dshémae la coagulation sanguine.

La protéine Z est un cofacteur de la ZPI (protein Z-related protease inhibitor) pour l'inhibition du facteur Xa. Cette réaction est accélérée 1000 fois en présence de PZ, de phospholipides et de calcium. 

C'est une protéine de 62 kDa synthétisée par le foie en présence de vitamine K. Elle est identifiée pour la première fois chez l'homme en 1984; son gène se situe sur le chromosome 13 (13q34) . 

## Déficit
Le déficit en protéine Z n'est pas clairement associé à un risque de thrombose veineuse s'il est isolé mais bien s'il est associé à d'autres anomalies thrombogènes comme le facteur V Leiden par exemple.
Il semblerait même, de façon paradoxale, que le déficit puisse aussi mener à un risque accru de saignement s'il est associé à un déficit en facteur de coagulation.